# 韓国映画アカデミー
韓国映画アカデミー（かんこくえいがアカデミー、KAFA、Korean Academy of Film Arts）は韓国釜山広域市水営区にある国立の各種学校である。一般映画の製作も行っている。

## 概要
1984年、映画振興公社（のちの映画振興委員会）の付設で設立された。映画（製作、監督、撮影など）やアニメーションの教育を行っている。
ポン・ジュノ、ホ・ジノ、イ・ジェヨンなど現在の韓国映画界を支える監督を数多く輩出。1990年代の韓国映画ルネサンス期を支えた人材が多いとされ、2022年の時点で、700人あまりの映画人を輩出している。また、ホン・ジヨン、プ・ジヨン、イ・オクソプ、ハン・ガラム、ホン・ソンウン、イ・ヒョンジュ、パク・チワン、イ・ソルヒなど多くの女性が長編映画の監督を務めている。
運営は、学生の授業料から実習のための機材費用まですべて国の資金でまかなわれる。
卒業後にプロの映画製作現場ですぐに活躍できるような人材の養成を目標に掲げている。東京芸術大学大学院映像研究科映画専攻と交流がある。
2004年7月13日放映の『日経スペシャル ガイアの夜明け』で「"韓流"奔る ～韓国映画ビジネスの奇跡～」のタイトルで取り上げられた。

## 卒業生
|      | 氏名                 | 備考                                               | 出典   |
| ---- | -------------------- | -------------------------------------------------- | ------ |
| 1期  | チャン・ヒョンス     | 『ゲームの法則』などを監督。                       | [ 4 ]  |
| 1期  | ファン・ギュドク     | 『永遠の魂』などを監督。                           | [ 4 ]  |
| 1期  | イム・ジョンジェ     | 『彼らだけの世界』などを監督。                     | [ 4 ]  |
| 4期  | キム・テギュン       | 『オオカミの誘惑』などを監督。                     | [ 4 ]  |
| 4期  | イ・ジョンヒャン     | 『美術館の隣の動物園』などを監督。                 | [ 4 ]  |
| 5期  | イム・サンス         | 『ユゴ 大統領有故』などを監督。                    |        |
| 7期  | イ・ジェヨン         | 『スキャンダル』などを監督。                       |        |
| 8期  | パク・フンシク       | 『愛を歌う花』などを監督。                         | [ 5 ]  |
| 9期  | ホ・ジノ             | 『八月のクリスマス』などを監督。                   |        |
| 11期 | ポン・ジュノ         | 『パラサイト 半地下の家族』などを監督。            |        |
| 11期 | チャン・ジュンファン | 『地球を守れ!』などを監督。                        |        |
| 13期 | キム・テヨン         | 『レイトオータム』などを監督。                     | [ 6 ]  |
| 14期 | ホン・ジヨン         | 『あなた、そこにいてくれますか』などを監督。女性。 | [ 7 ]  |
| 15期 | チェ・ドンフン       | 『10人の泥棒たち』などを監督。                     | [ 8 ]  |
| 17期 | プ・ジヨン           | 『明日へ』などを監督。女性。                       | [ 3 ]  |
| 19期 | チャン・ゴンジェ     | 『ケナは韓国が嫌いで』などを監督。                 | [ 9 ]  |
| 24期 | パク・チワン         | 『ひかり探して』を監督。女性。                     | [ 10 ] |
| 27期 | キム・ウィソク       | 『少女』を監督。                                   | [ 11 ] |
| 30期 | イ・オクソプ         | 『なまず』を監督。女性。                           | [ 3 ]  |
| 30期 | イ・ヒョンジュ       | 『恋物語』などを監督。女性。                       |        |
| 32期 | チェ・ユンテ         | 『野球少女』を監督。                               | [ 12 ] |
| 33期 | ハン・ガラム         | 『アワ・ボディ』を監督。女性。                     | [ 13 ] |
| 34期 | ホン・ソンウン       | 『おひとりさま族』を監督。女性。                   | [ 3 ]  |
| 37期 | イ・ソルヒ           | 『ビニールハウス』を監督。女性。                   |        |

## 製作映画
| 公開年 | 作品名             | 原題             | 監督             | 出典   |
| ------ | ------------------ | ---------------- | ---------------- | ------ |
| 2016年 | 恋物語             | 연애담           | イ・ヒョンジュ   |        |
| 2016年 | バッカス・レディ   | 죽여주는 여자    | イ・ジェヨン     |        |
| 2017年 | 少女               | 죄 많은 소녀     | キム・ウィソク   | [ 11 ] |
| 2018年 | アワ・ボディ       | 아워 바디        | ハン・ガラム     | [ 14 ] |
| 2019年 | ボヒとノギャン     | 보희와 녹양      | アン・ジュヨン   |        |
| 2020年 | 野球少女           | 야구소녀         | チェ・ユンテ     |        |
| 2021年 | おひとりさま族     | 혼자 사는 사람들 | ホン・ソンウン   | [ 15 ] |
| 2021年 | その冬、私は       | 그 겨울, 나는    | オ・ソンホ       | [ 15 ] |
| 2021年 | クライミング       | 클라이밍         | キム・ヘミ       |        |
| 2023年 | ビニールハウス     | 비닐하우스       | イ・ソルヒ       | [ 16 ] |
| 2023年 | 京都から届いた手紙 | 교토에서 온 편지 | キム・ミンジュ   | [ 17 ] |
| 2023年 | 万分の一秒         | 만분의 일초      | キム・ソンファン |        |